# Желудочковое вспомогательное устройство

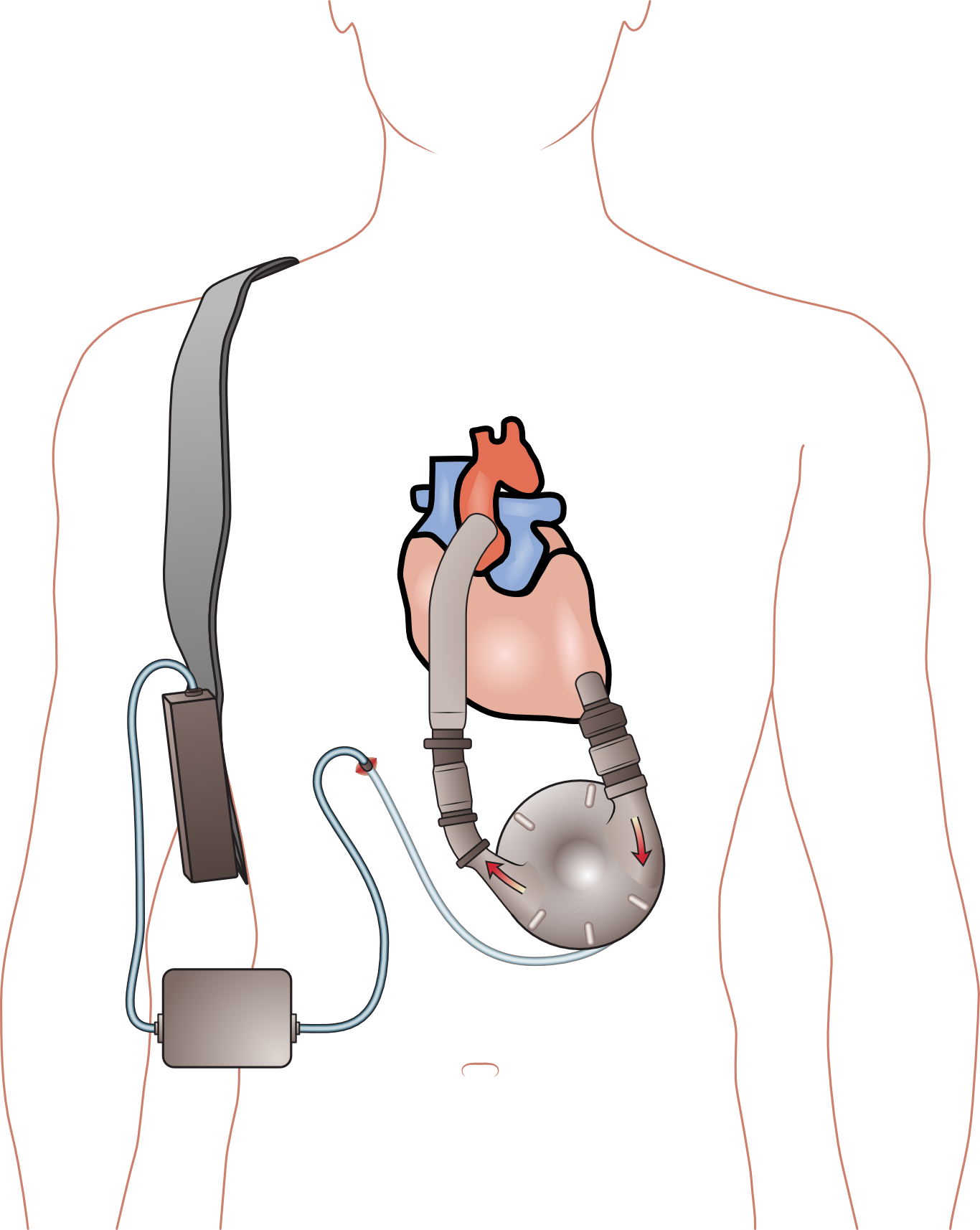

Желудочковое вспомогательное устройство (англ. Ventricular assist device, VAD) — автоматическое устройство-насос, поддерживающее работу сердца и заменяющее правый или левый желудочек. Используется пациентами с сердечной недостаточностью до трансплантации либо когда трансплантация невозможна.  
Устройство может быть установлено как внутри, так и снаружи тела пациента. Для работы может использоваться батарея или давление воздуха. Есть насосы, которые работают от пульса человека. В более новых версиях устройства упрощено управление и постоянно идёт подача крови. Некоторые VAD предназначены для краткосрочного использования.
Желудочковое вспомогательное устройство было одобрено Управлением по санитарному надзору за качеством пищевых продуктов и медикаментов в 1994 году.
Насосы, используемые при VAD, можно разделить на две основные категории: пульсирующие насосы , которые имитируют естественную пульсацию сердца, и насосы непрерывного действия. 

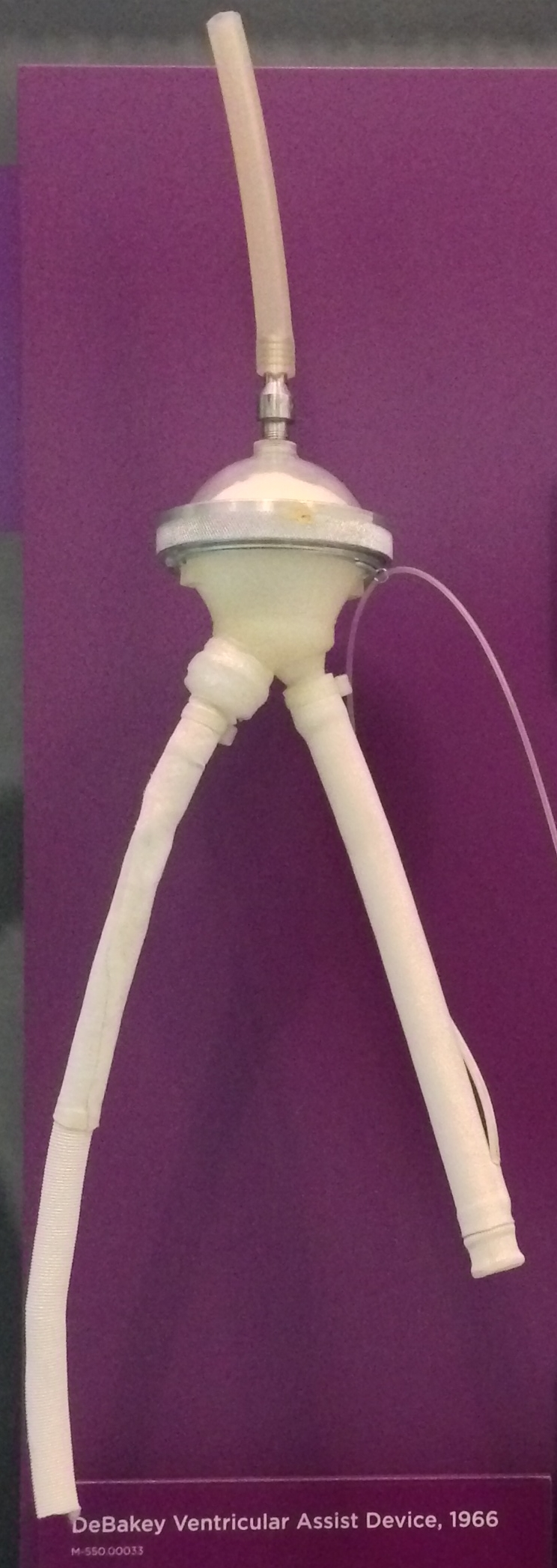
Желудочковое вспомогательное устройство Дебейки, 1966 год

Первое клиническое применение вспомогательного желудочкового устройства с пневматическим приводом приписывается Дебейки в 1966 году, когда 37-летняя женщина успешно поддерживалась в течение 10 дней с помощью паракорпорального контура после сложной операции на сердце.